# Cebu (ville)
Pour les articles homonymes, voir Cebu.
Cebu (Cebuano : Sugbo ou Sugbu), également appelée Cebu City, est une ville des Philippines située dans l'Est de l'île du même nom. Elle est la capitale de la province de Cebu et celle de la région de Visayas centrales. Elle est surnommée « The Queen City of the South » (la ville reine du sud) et tient son nom du cebuano « sibu » qui signifie « commercer ». Les cebuanos l’appellent cependant par son nom pré-hispanique « Sugbo », qui en ancien cebuano signifierait « terre brulée » ou « terre de feu ».
L'agglomération de Cebu atteint presque trois millions d'habitants, ce qui en fait la deuxième du pays après celle de Manille. Cebu est aussi la plus vieille ville des Philippines et elle a été le premier lieu de colonisation des Espagnols dans l'archipel.

## Géographie
La ville est localisée sur le rivage oriental de l'île de Cebu, elle est le port d'expédition principal des Philippines et abrite environ 80 % des compagnies maritimes intérieures du pays. Cebu City possède aussi le deuxième aéroport des Philippines, situé à vingt minutes du centre-ville, et est un pôle commercial significatif (Ayala Center, SM). Selon le recensement philippin de 2015, la ville a une population d'environ 922 611 personnes.
Cebu est le centre d'un secteur métropolitain appelé Metro Cebu , qui inclut aussi les villes de Mandaue, Lapu-Lapu, Talisay City, Naga et Danao ainsi que les municipalités de Compostela, Consolacion, Cordova, Liloan, Minglanilla, et San Fernando et qui compte une population totale d'environ 2,8 millions d'habitants en 2015.
La ville est  traversée par sept rivières. Il s'agit des Bulacao River, Tagunol Waterway, Kinalumsan River, Guadalupe River, Estero Pari-an, Lahug River et de la Mahiga River. Les deux plus importantes, la Guadalupe River et la Lahug River, doivent être assainies et élargies à partir de 2020 afin de remédier aux problèmes de pollution et d'inondation dont souffre la ville.

## Histoire
C'est le 7 avril 1521 que Fernand de Magellan débarque à Cebu. Il est accueilli par Rajah Humabon, roi de Cebu, et sa reine qui se convertissent au catholicisme dès le 14 avril avec 800 indigènes - d'après Pigafetta.
Magellan, cependant, a échoué à revendiquer l'île pour la couronne d'Espagne, ayant été tué par le roi de Mactan Lapu-Lapu le 27 avril 1521 lors de la bataille de Mactan.
Le 27 avril 1565, l'expédition menée par Miguel López de Legazpi commence la colonisation de la région avec le frère Augustinien Andrés de Urdaneta. Les Espagnols peinent pendant un long moment à installer une réelle occupation durable compte tenu de la résistance passive des autochtones. La "Villa de San Miguel" est la première fondée par Legazpi dans l'archipel le 8 mai 1565 (jours de la saint Michel): plus qu'une ville (Legazpi n'a pas d'autorisation royale pour fonder une municipalité) il s'agit d'un fortin précaire que les Espagnols peinent à maintenir. La villa devient ciudad, c'est-à-dire une ville avec tous les droits y afférents, le 1er janvier 1571 grâce à un décret royal de Philippe II sous le nom de "Ciudad del Santísimo Nombre de Jesús" (Ville du Très Saint Nom de Jésus). Le nom de Santísimo Nombre de Jesús vient d'une statuette de l'Enfant Jésus retrouvée par un soldat espagnol dans une hutte philippines et qui daterait du passage de Magellan: pour les Espagnols il s'agit d'un miracle qui fonde le culte de l'Enfant Jésus de Cebu. Pendant les six années d'exploration de l'archipel et de sa région, Cebu était la tête de pont des Indes orientales espagnoles. En 1571, avec la conquête et la fondation de Manille, Cebu passe au second plan.
En 1898, la ville a été cédée aux États-Unis d'Amérique après la guerre hispano-américaine et la guerre américano-philippine. En 1901, elle est administrée durant une brève période par les États-Unis et obtient un statut spécial d'autogouvernance en 1936 lui permettant d'être dirigée indépendamment par les politiciens philippins.
Lors la conquête des Philippines par l'empire du Japon en 1942 durant la Seconde Guerre mondiale, le port de Cebu est utilisé pour le ravitaillement des troupes de Douglas MacArthur malgré le blocus naval japonais. La ville est occupée par les Japonais jusqu'en 1945. La ville a souffert des bombardements américains lors de la reconquête en 1945,. Le 25 mars 1945, un débarquement américain au sud de Cebu, soutenu par l'aviation et la marine, a pour but de libérer la ville et son port, qui sont pris deux jours plus tard.
La ville intègre la République des Philippines lors de son indépendance.
Dans les années 1990 la ville a connu une croissance économique rapide, surnommée Ceboom. La croissance économique de la ville s'est également propagée aux villes et municipalités voisines, qui s'étendent de Danao au nord jusqu'à Carcar au sud. Une grande partie de l'activité commerciale s'est déplacée du vieux centre-ville vers les quartiers d'affaires plus modernes et plus diversifiés situés dans d'autres zones de la ville, notamment les zones autour de Fuente Osmeña (familièrement connu sous le nom de « Uptown Cebu »), le parc d'affaires de Cebu (Business Park) et le parc informatique de Cebu (IT Park). L'ouverture du centre commercial Ayala et du SM City Cebu a également déplacé d'importantes activités de vente au détail loin de Colon street, même si celle ci soit restée un point de transit important pour les jeepneys de services publics (PUJ).
En 2002, les South Road Properties (SRP) ont été achevées, initialement avec l'intention d'être un centre pour les industries légères, mais se sont progressivement transformées en un centre pour les développements à usage mixte. La route côtière sud de Cebu, qui traverse SRP, a contribué à alléger le trafic de la ville en servant d'alternative à l'avenue Natalio Bacalso. SM Seaside City Cebu a ouvert ses portes en 2015 et était l'un des plus grands centres commerciaux des Philippines lors de son ouverture. En construction début2024, la SM Seaside Arena est une salle polyvalente en construction à côté du complexe SM Seaside City. Elle aura une capacité de 16 000 places et, une fois terminée, sera la plus grande salle polyvalente et modulable de Cebu.

## Économie
Cebu City est considérée comme une des villes les plus modernes des Philippines. Environ 80 pour cent des navires assurant le transport inter-insulaire opérant dans le pays y sont basés[réf. nécessaire]. Son port est le second plus important du pays pour le transport de marchandises et de passagers.
Pendant les années 1980, la croissance s'est étendue à la campagne environnante. Elle est désormais connue comme la « ville reine du sud ».
En 2013, près de 95 000 personnes sont employées à Cebu dans le secteur des centres d'appels . La bonne santé de l'économie de Cebu est en effet essentiellement due aux BPO, à l'image d'entreprises comme IBM, qui y est installé depuis 1965. Le développement de l'activité économique est aussi visible au travers de ses infrastructures : le Cebu IT Park (CITP) s’étend sur 24 hectares et le Cebu Business Park sur près de 50. C'est au cœur de ce dernier que se trouve le centre commercial Ayala, de l'entreprise philippine du même nom. Il existe une troisième zone d'activité dynamique située sur le littoral de la ville : la South Road Properties, ou SRP. Ce terre-plein de 300 hectares commence son essor en 2015 avec la construction d'un centre commercial et du plus grand oceanarium des Philippines.

## Culture

### Religion
Les habitants de Cebu City sont majoritairement chrétiens catholiques (environ 80 %) et c'est à Cebu que se tient chaque année le Sinulog, festival et danse rituelle de neuf jours organisé à partir du troisième dimanche de janvier pour célébrer l'enfant Jésus de Cebu : Santo Nino.
Sur les hauteurs de la ville se trouve le temple taoïste de Cebu (en). Le temple taoïste domine la ville et ses voisines de Mandaue et Lapu-Lapu.

### Lieux et monuments

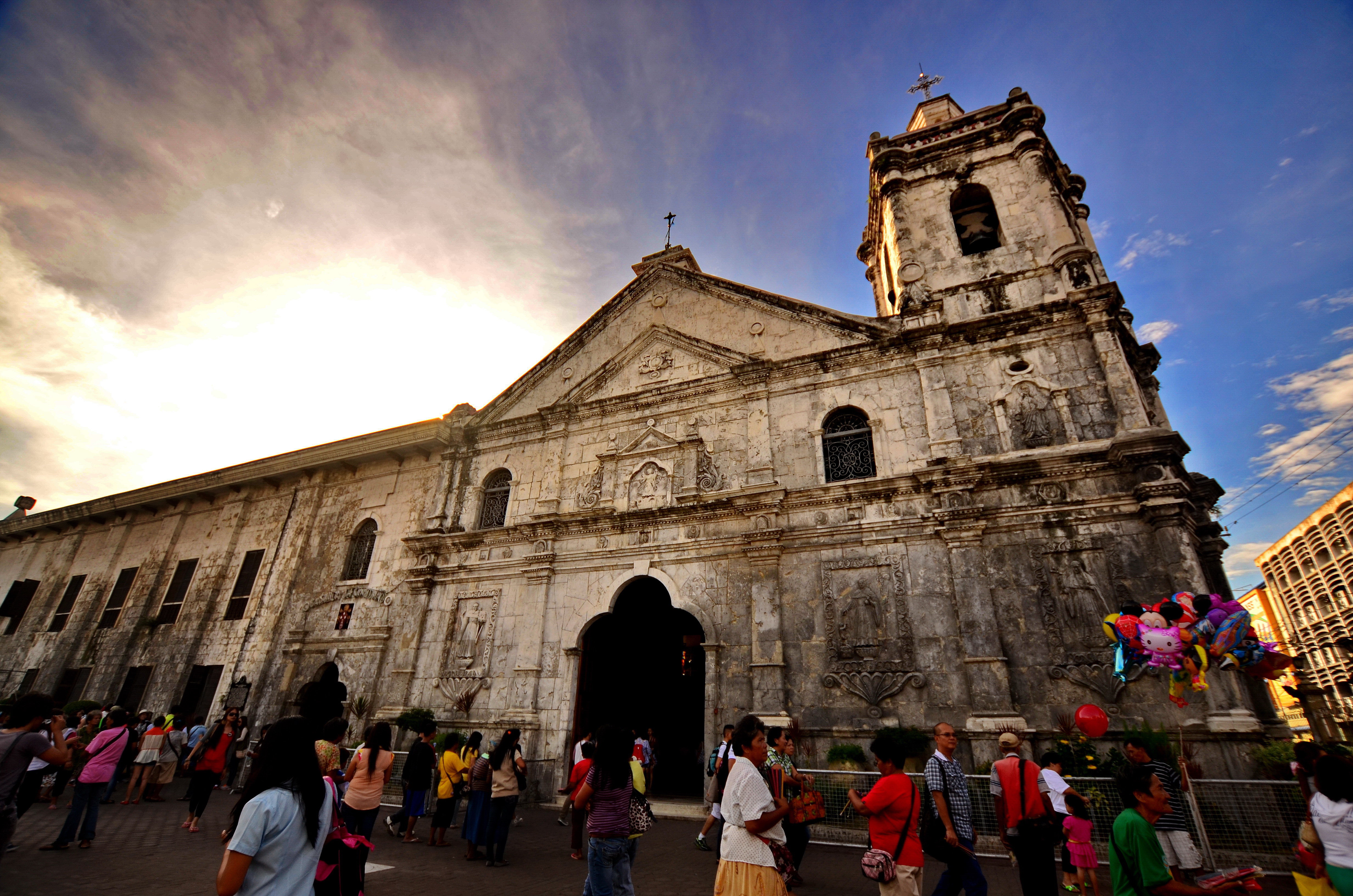
La basilique de l'Enfant Saint de Cebu.

La ville tire des revenus significatifs du tourisme. Elle a accueilli le forum du Tourisme de l'ASEAN en 1998. La ville a aussi accueilli le forum du Tourisme de l'Asie orientale en août 2002, dans lequel la province de Cebu est un membre et un signataire.
On trouve de nombreux musées à Cebu tels que le Casa Gorordo Museum (habitation coloniale espagnole des années 1850) et le Jumalon Butterfly Sanctuary (galerie d’art et sanctuaire de papillons).
Il y a un nombre de constructions coloniales espagnoles significatives dans la Ville comme la basilique de l'Enfant Saint (Cebu), la cathédrale, le fort San Pedro, le musée de la Casa Gorordo et la Croix de Magellan.

## Transports

### Transports aériens
La ville est desservie par le second aéroport des Philippines. L’aéroport international de Mactan-Cebu se situe sur l’île de Mactan, à environ 20 kilomètres du centre de Cebu City qui a remplacé l’aéroport de Lahug (localisé dans le barangay du même nom, au cœur de l'agglomération) dans les années 1960. Il voit transiter environ 11 millions de passagers par an en 2019.
Le site de l'ancien aéroport a depuis été redéveloppé en une zone économique : le Cebu IT Park.

### Transports urbains

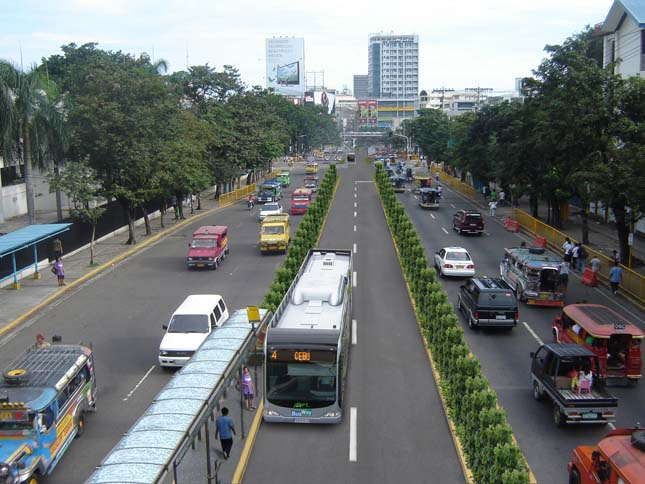
Vue d'artiste d'une station du BRT sur le boulevard Osmena.

Les jeepneys restaient l’un de seuls moyens de transport public de la ville avec les taxis jusqu'en 2015, année durant laquelle les premières lignes de bus de la société MyBus sont établies.
En parallèle, l’embellie économique des Philippines dans les années 2010 a permis de lancer des études sur de nouveaux modes de transport plus adaptés à l’activité de la capitale régionale des Visayas.
Le premier projet à être retenu par le département des transports et des communications (Department of Transportation and Communication – DOTC) est un système de bus circulant en couloirs, le Cebu Bus Rapid Transit (BRT). Si aucune date n’est encore connue concernant le début des travaux, des essais sont réalisés afin de mesurer les gains potentiels en matière de vitesse d’exploitation notamment. Les travaux commencent finalement en 2023 et la mise en service d'un premier tronçon est prévue pour fin 2024.
D’autres projets sont toujours à l’étude afin d’étoffer le réseau de transport en commun de la ville, l’un d’entre eux étant le Light Centrally powered Rail Transit (LCRT), un tramway sur pneumatiques dont l’étude est menée par le département des sciences et des technologies (Department of Science and Technologie – DOST).
Un nouveau projet sous l'égide du programme « Build Build Build » du gouvernement Duterte commence à se matérialiser en 2019. Il s'agit d'un monorail d'une capacité d'au moins 12 000 passagers par heure, et dont le design ne nuirait pas au panorama urbain auquel les Cebuanos sont attachés.

### Infrastructures routières
À l'image de Manille, Cebu City souffre d'un trafic très dense et, afin de le fluidifier, plusieurs projets voient le jour. Dès 2010, une route côtière nommée la Cebu Coastal Road est inaugurée, prolongée par un tunnel sous Plaza Independencia (la place de l'Indépendance), qui permet de relier le sud de Cebu City (Talisay City) à la zone portuaire en contournant le centre-ville. Cette route est prévue d’être prolongée jusqu'à la ville voisine de Mandaue (au nord de Cebu City) afin de terminer le contournement de l'agglomération côté littoral.
Un autre projet phare est la construction du pont Cebu-Cordova reliant la Cebu Coastal Road à la ville de Cordova située sur l'île de Mactan. Aussi appelé le Cebu–Cordova Link Expressway, communément simplifiée en « troisième pont » (« thrid bridge »), il est mis en service en 2022, à temps pour les célébrations des 500 ans de l'arrivée de Magellan et de Santo Niño sur l'île.
La ville compte aussi deux terminaux de bus régionaux, les North et South Bus Terminal qui desservent respectivement le nord et le sud de l'île.

### Transports maritimes
La ville dispose du deuxième port du pays, dont le terminal passager a été rénové en 2014 et est le point de transit principal des régions Visayas et Mindanao. Le terminal de fret est agrandi en 2019 et se verra épaulé en 2022 par un nouveau terminal dans la ville voisine de Talisay.

## Éducation
Cebu City compte une dizaine d‘universités et plus de douze écoles spécialisées. Parmi les institutions les plus anciennes on y trouve l’université de San Carlos, qui compte 4 campus et qui est l’une des plus anciennes d’Asie (fondée en 1595). On trouve aussi une branche de l’université des Philippines (UP) et l’université catholique de San José-Recoletos (créée en 1947). L’université normale de Cebu date elle de 1902. Cebu City compte aussi 68 écoles élémentaires et dispose d’une bibliothèque publique.

## Personnalités liées
- Sergio Osmeña, homme politique et président de la république, est né à Cebu City en 1878
- Julio Rosales (1906-1983), archevêque de Cebu, cardinal
- Ricardo Jamin Vidal (1931-2017), archevêque de Cebu, cardinal
- Kim Adis (1993-), actrice philippino-britannique, est née à Cebu
- Kiyomi Watanabe, judokate, est née à Cebu City en 1996
- Margielyn Didal, skateboardeuse, est née à Cebu City en 1999
- Paulina Constancia, artiste, est née à Cebu City en 1970
- Estrella Alfon, écrivaine, est née à Cebu City en 1917
- Gazini Ganados, reine de beauté, vivant à Cebu City
- Isabel Sandoval, réalisatrice, née à Cebu City en 1982

## Barangays
Cebu est divisée en 80 barangays :

### District du Nord
- Adlaon
- Agsungot
- Apas
- Bacayan
- Banilad
- Binaliw
- Budla-an
- Busay
- Cambinocot
- Capitol Site
- Carreta
- Cogon Ramos
- Day-as
- Ermita
- Guba
- Hipodromo
- Kalubihan
- Kamagayan
- Kamputhaw (Camputhaw)
- Kasambagan
- Lahug
- Lorega San Miguel
- Lusaran
- Luz
- Mabini
- Mabolo
- Malubog
- Pahina Central
- Pari-an
- Paril
- Pit-os
- Pulangbato
- Sambag 1
- Sambag 2
- San Antonio
- San José
- San Roque
- Santa Cruz
- Santo Niño
- Sirao
- T. Padilla
- Talamban
- Taptap
- Tejero
- Tinago
- Zapatera

### District du Sud
- Babag
- Basak Pardo
- Basak San Nicolas
- Bonbon
- Buhisan
- Bulacao Pardo
- Buot-Taup Pardo
- Calamba
- Cogon Pardo
- Duljo-Fatima
- Guadalupe
- Inayawan
- Kalunasan
- Kinasang-an Pardo
- Labangon
- Mambaling
- Pahina San Nicolas
- Pamutan
- Pasil
- Poblacion Pardo
- Pung-ol-Sibugay
- Punta Princesa
- Quiot Pardo
- San Nicolas Proper
- Sapangdaku
- Sawang Calero
- Sinsin
- Suba San Nicolas
- Sudlon I
- Sudlon II
- Tabunan
- Tagba-o
- Tisa
- To-ong Pardo

## Démographie
| Année | Habitants |
| ----- | --------- |
| 1970  | 347 100   |
| 1980  | 490 300   |
| 1990  | 610 400   |
| 1995  | 662 300   |
| 2000  | 718 800   |
| 2010  | 866 200   |
| 2015  | 922 611   |

## Jumelages
- Seattle (États-Unis)
- Kaohsiung (Taïwan)
- Barcelone (Espagne)
- Salinas (États-Unis)
- Saint-Pétersbourg (Russie)
- Ljubljana (Slovénie)
- Bandung (Indonésie)
- Courtrai (Belgique)
- Chula Vista (États-Unis)
- Haarlemmermeer (Pays-Bas)
- Yeosu (Corée du Sud)

## Galerie

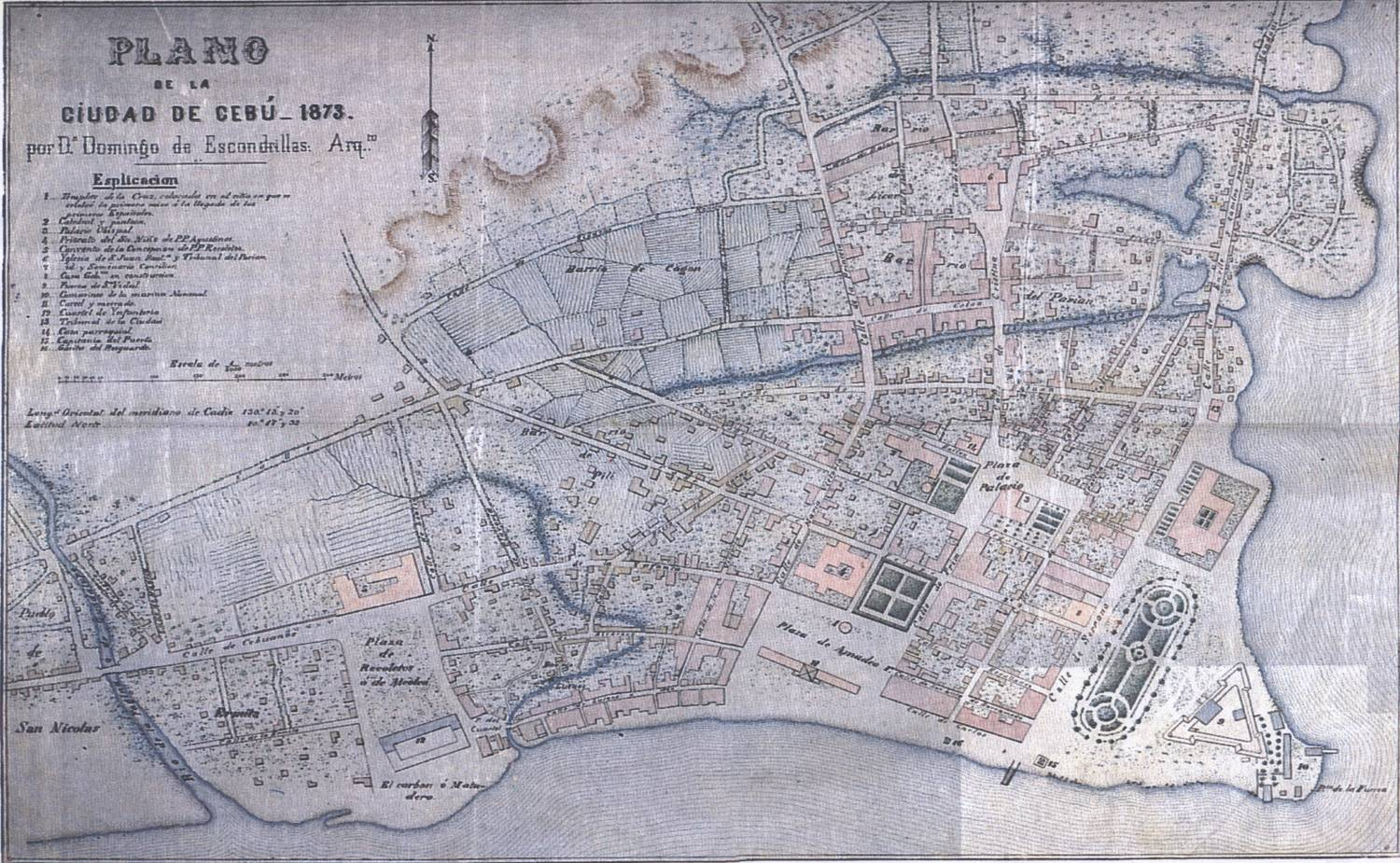
Carte de Cebu en 1873.
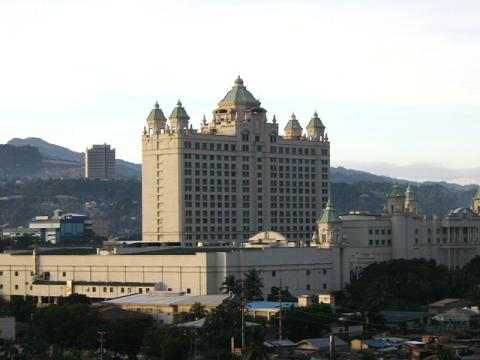
Waterfront Cebu City Hotel construit en 1998.
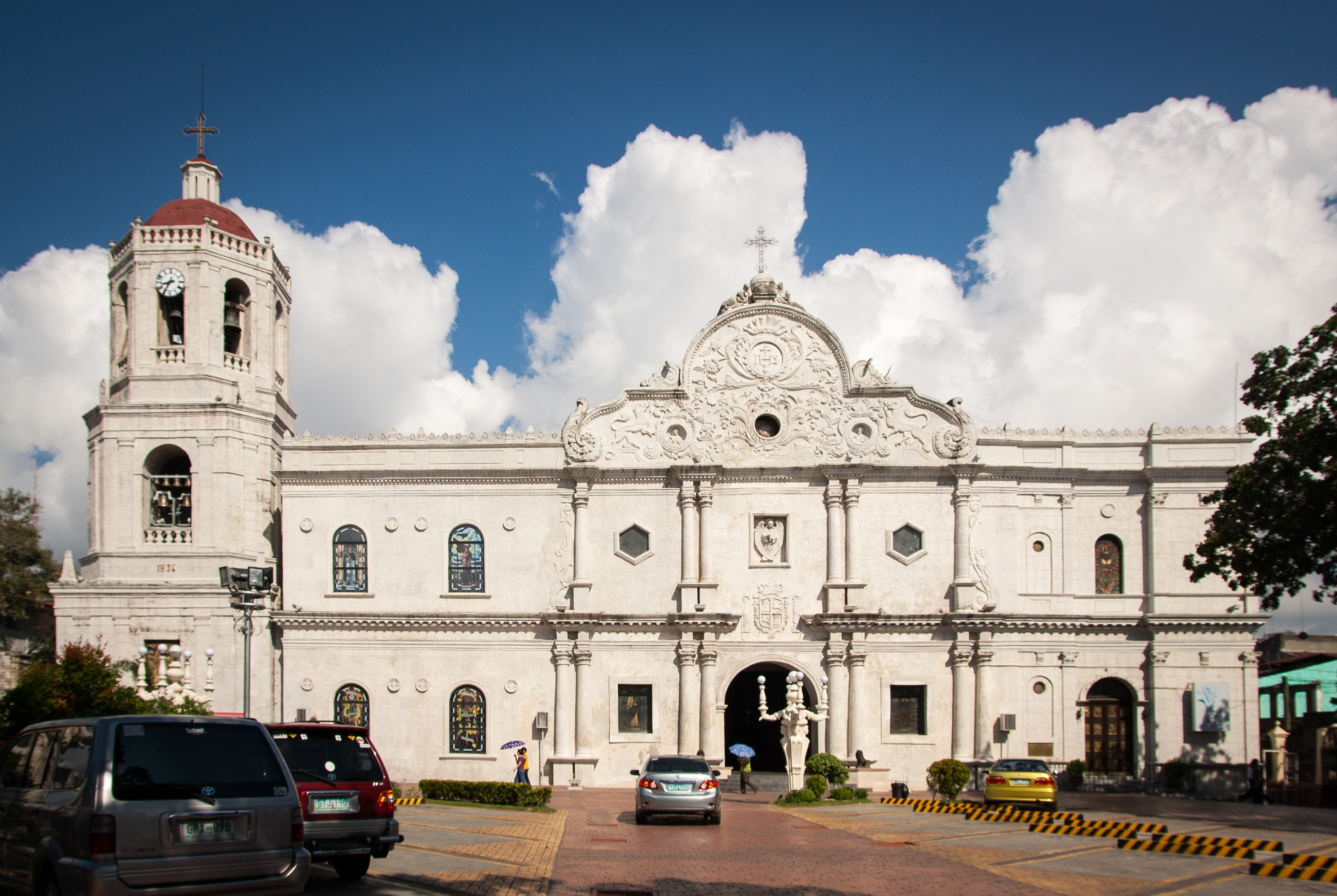
La cathédrale de Cebu.
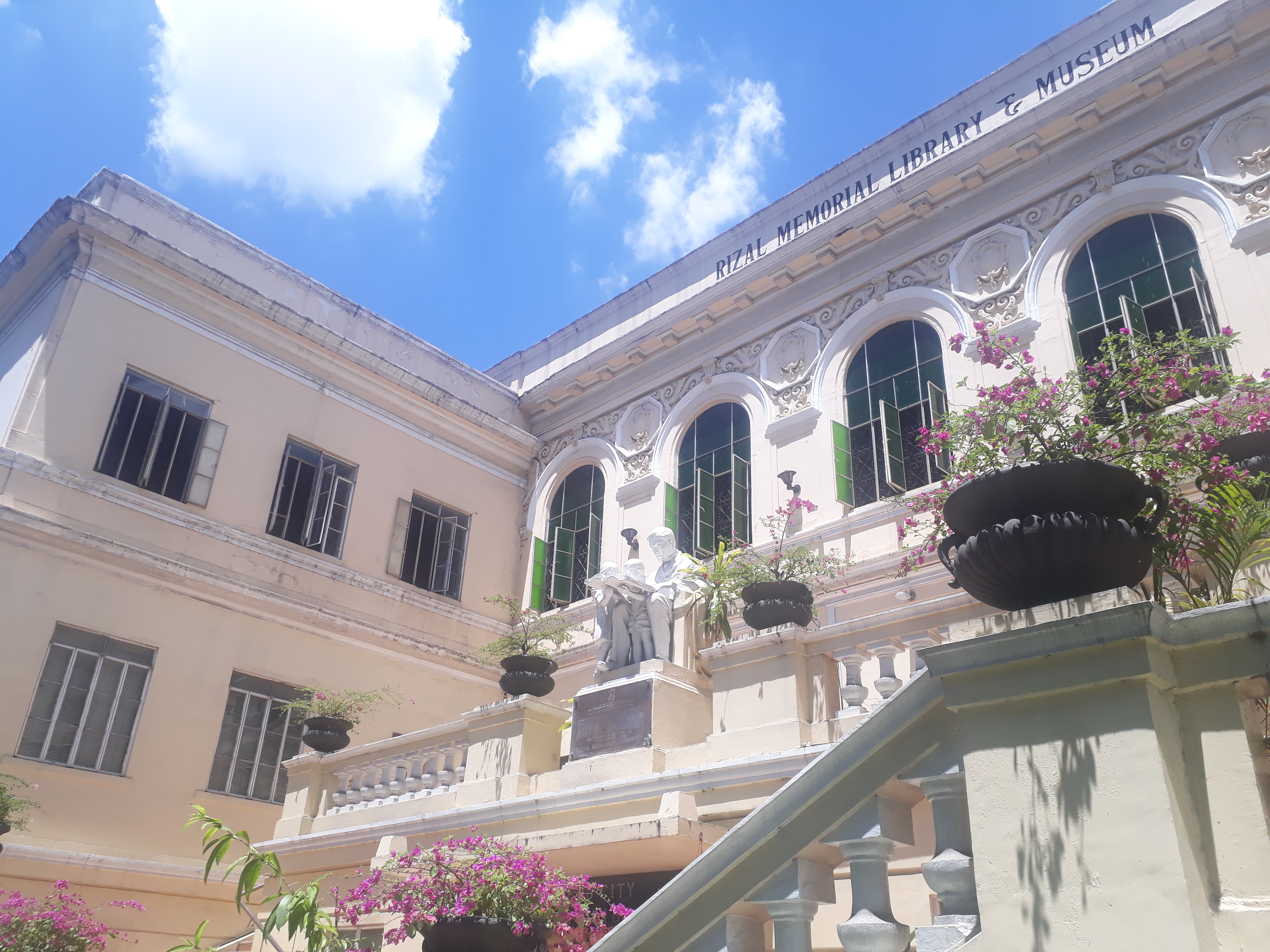
La bibliothèque publique de Cebu.
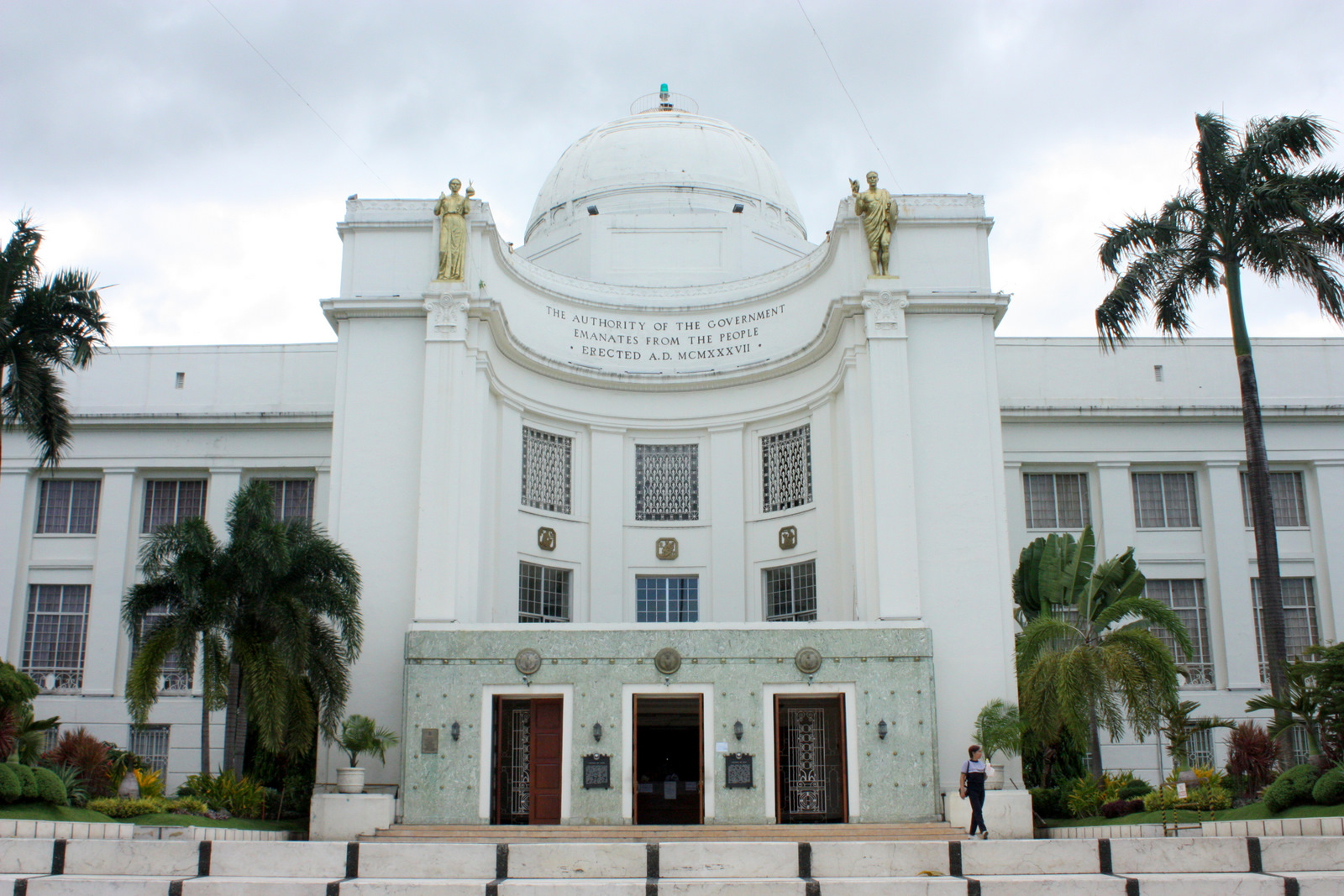
Le capitole de la province de Cebu.